# Bryan Greenberg
Bryan E. Greenberg (Omaha, 24 de maig de 1978) és un actor i músic estatunidenc conegut per la seva participació en les sèries de televisió One Tree Hill i October Road. També ha participat en pel·lícules com The Perfect Score, Bride Wars i Nobel Son. Actualment protagonitza la sèrie How to Make It in America de la cadena HBO.

## Primers anys
Greenberg va néixer a Omaha, Nebraska (EUA), fill dels psicòlegs Denny i Carl Greenberg Té una germana menor, Becca. Greenberg va ser introduït el judaisme conservador i va anar a la sinagoga B'nai Amoona. Va mudar-se amb la seva família a Saint Louis, Missouri quan tenia dotze anys. Es va graduar a l'institut de Parkway Central a Chesterfield. Va començar a interessar-se per l'art d'actuar de ben jove, i va mudar-se a Nova York a l'acabar l'institut. Va anar a un campament d'estiu jueu situat a Webster, Wisconsin, anomenat Herzl Camp, on va protagonitzar una producció del mateix camp.

## Carrera
Després d'embarcar-se en la llicenciatura de belles arts en teatre a la Universitat de Nova York, Greenberg va participar en diverses obres de teatre. Va protagonitzar l'obra Romeo i Julieta de la mateixa universitat amb el paper de Romeo. L'any 1997, li van oferir un petit rol a la sèrie de televisió Law & Order. Poc temps després de la seva aparició a la sèrie, se li va assignar un agent i un any més tard va debutar a la pantalla gran a A Civil Action, una pel·lícula protagonitzada per John Travolta.
Anys més tard, després d'aparèixer en diferents sèries (Boston Public, The Sopranos, i Third Watch. entre d'altres), va ser seleccionat pel paper de Matty Matthews, un estudiant de secundària que es prepara per aprovar els exàmens SAT a la pel·lícula The Perfect Score. Mentre apareixia en diversos episodis a One Tree HIll, va començar a gravar un altre programa de televisió de la cadena HBO anomenat Unscripted. Va obtenir el seu primer paper protagonista l'any 2005 en la pel·lícula Prime de Ben Younger. Feia el paper de David Bloomberg, un artista jove que s'enamora d'un dels pacients (Uma Thurman) de la seva mare (Meryl Streep).
Més tard, va protagonitzar la sèrie October Road de la cadena ABC i la pel·lícula Nobel Son juntament amb l'Alan Rickman l'any 2008. L'any següent, va participar en la pel·lícula Bride Wars juntament amb Kate Hudson i Anne Hathaway. Recentment ha protagonitzat The Good Guy, que ja s'ha estrenat als Estats Units.
L'any 2007, Greenberg va publicar el seu primer àlbum, Waiting for Now. En els últims anys, ha estat de gira amb Gavin Degraw, Michael Tolcher, Ari Hest i Graham Colton. Les seves cançons han estat usades en moltes de les pel·lícules i sèries on ha treballat, incloent-hi One Tree Hill, October Road i Nobel Son, entre d'altres. L'any 2008 va aparèixer en el video musical Yes We Can de la campanya de Barack Obama produït per will.i.am.
Actualment protagonitza How to Make It in America, sèrie de la HBO que es va començar a emetre el 14 de febrer del 2010.

## Filmografia

### Televisió
- 1997: Law & Order: Matt Wheler (episodi "Thrill")
- 1998: A Civil Action: Firecracker Kid (no apareix als crèdits)
- 2001: The Sopranos: Peter McClure (episodi "Guy Walks Into a Psychiatrist's Office")
- 2001: Third Watch: Francis DeSilva (episodi "Journey to the Himalayas")
- 2001: Boston Public: Mr. Freeman (episodis "Chapter Two" i "Chapter Sixty-Seven")
- 2001: Three Sisters: Roy (episodi: "A Date with Destiny")
- 2002: Strong Medicine: Kent (episodi "Rape Kit")
- 2002: The Chronicle: Damon Furberg (episodi "The Stepford Cheerleaders")
- 2002: Providence: Neal (episodi: "Great Expectations")
- 2003-2006: One Tree Hill: Jake Jagielski (25 episodis)
- 2004: Life With Bonnie: Timmy (episodi "Nip, Tuck and Role")
- 2005: Unscripted: Ell mateix (10 episodis)
- 2007-2008: October Road: Nick Garret (protagonista, 19 episodis)
- 2008: Yes We Can (video musical)
- 2010: How to Make It in America: Ben Epstein (protagonista)

### Cinema
- 2004: The Perfect Score: Matty Matthews
- 2005: Secrets compartits (Prime): David Bloomberg
- 2006: Love & Debate: Chris
- 2008: Nobel Son: Barkley Michaelson
- 2009: Bride Wars: Nathan "Nate" Lerner
- 2009: The Good Guy: Daniel Seaver

## Discografia
- 2007: Waiting for Now